# Noora Noor
Noora Mohammed Noor (ur. 8 lipca 1979), znana też jako Noora – norweska piosenkarka neo soulowa somalijskiego pochodzenia. Często ją można było zobaczyć na liście Norway's Queen of Soul.
Noora wcześnie zaczęła swoją przygodę z muzyką, brała udział w lokalnych występach mając zaledwie 8 lat. W wieku 15 lat zawarła kontrakt muzyczny z Warner Music i zaczęła współpracę ze Stargate w tworzeniu swojego pierwszego albumu. Album ten otworzył Stargate drogę do międzynarodowej kariery producentów muzyki R&B/Soul.
Debiutancki album piosenkarki, Curious, został ogłoszony pierwszym godnym uwagi skandynawskim albumem muzyki R&B. Jej singiel „Need You” był stale pokazywany w angielskim programie „The Lick” w MTV. Album Curious okazał się także sukcesem w Japonii, gdzie sprzedano ponad 40 tys. egzemplarzy. Minęło pięć lat zanim Noora wydała kolejną płytę. W 2004 roku ukazał się album All I Am in, tuż przed jej poważną chorobą. Na płycie znalazło się więcej tekstów autorstwa piosenkarki, napisanych we współpracy z amerykańskimi i angielskimi autorami tekstów. Współpracuje również z grupą Madcon, która wydaje w 2007 So Dark the Con of Man. Noora również odegrała rolę Marii Magdaleny w Jesus Christ Superstar.
Jej ostatni album, Soul Deep, został wydany w Norwegii w marcu 2009 roku – ze świetnymi recenzjami. Płyta została nagrana w San Jose (Kalifornia), z pomocą lokalnych muzyków grających soul i blues, a także z kilkoma członkami zespołu Little Charlie & The Nightcats. Producentem płyty został Kid Andersen, norweski wirtuoz gry na gitarze. W 2010 roku na przełomie kwietnia i maja album ten został wydany po raz pierwszy za granicami Norwegii w Beneluxie.
W marcu 2011 roku artystka wzięła udział w Konkurs Piosenki Eurowizji 2011 śpiewając „Gone with the wind”.

## Dyskografia
| Curious                     | - Data: 1999 - Wydawca: WEA                        | —  |
| All I Am...                 | - Data: 2004 - Wydawca: WEA                        | 37 |
| Soul Deep                   | - Data: 16 marca 2009 - Wydawca: Blue Mood Records | 17 |
| „—” album nie był notowany. |                                                    |    |

## Nagrody i wyróżnienia
| Rok  | Kategoria        | Tytułem   | Nagroda          | Nota | Źródło |
| ---- | ---------------- | --------- | ---------------- | ---- | ------ |
| 2003 | Kvinnelig Artist | Soul Deep | Spellemannprisen | Laur | [ 5 ]  |